# Nupedija
Nupedija je bila pretežno engleska enciklopedija na internetu, koju su osnovali Jimmy Wales i Larry Sanger uz pomoć kompanije Bomis, Inc. Kreirana je u listopadu 1999. te je u početnoj godini imala samo 21 članak. Opstala je od ožujka 2000. do rujna 2003., najbolje poznata kao prethodnica Wikipedije. 

## Vanjske poveznice
- http://nupedia.wikia.com  Arhivirana inačica izvorne stranice od 18. listopada 2019. (Wayback Machine)